# Theodor Ernst von Eicke
Ernst Christian Theodor von Eicke (* 14. April 1764 in Niederkesselsdorf; † 2. Oktober 1850 in Berlin) war ein preußischer Offizier, zuletzt Generalleutnant.

## Leben

### Herkunft
Er war eines von acht Kindern des Andreas Gottlob von Eicke (* 2. Juli 1736 in Bremenhain; † >1803) und dessen ersten Ehefrau Charlotte Juliane, geborene von Schindel und Dramsdorf a.d.H. Steinkirch (* 17. Juni 1742 in Steinkirch; † 13. November 1767 in Wenig-Rackwitz). Sein Vater war Landschaftsdirektor, Gründer einer Mädchenerziehungsanstalt in Schlesien und Herr auf Niederkesselsdorf, Andreashof und Wiersebenne.
Die Familie von Eicke, ursprünglich von Eicke und Polwitz, gehört zum schlesischen Uradel und findet ihre erste urkundliche Erwähnung am 14. August 1334 mit Peczko Eycke.

### Militärkarriere
Im November 1778 wurde Eicke als Erftstandartenjunker im Kürassierregiment „von Roeder“ der Preußischen Armee angestellt und empfing bereits im einjährigen Krieg die Feuertaufe. Am 14. Mai 1783 wurde er zum Kornett ernannt, am 29. März 1787 zum Sekondeleutnant und am 24. Oktober 1790 zum Premierleutnant befördert. 1806 war derselbe dritter Major des königlichen Kürassierregiments „von Dolffs“, jetzt von Henkel zu Breslau und am 5. Mai 1810 wurde er in das 2. Schlesische Husarenregiments versetzt. Zunächst beauftragte man Eicke ab 31. Oktober 1810 mit der Führung des Regiments, bevor er am 17. Oktober 1811 zum Kommandeur ernannt wurde. Er nahm 1812 am Russlandfeldzug (nachgewiesen: Czawle, Dahlenkirchen, Bauske) teil und bekam noch im selben Jahr (18. Oktober 1812) den Orden Pour le Mérite verliehen. Am 30. Oktober 1812 erhielt er den Orden des Verdienstes für das Gefecht von Schockhof. Er nahm ebenfalls an den Befreiungskriegen (nachgewiesen: Dresden, Meuselwitz, Gelnhausen, Brienne le Chateau, Montmirail, Neuilly, Laon) teil. Im Juni 1813 ernannte ihn seine Majestät zum Oberst-Leutnant und am 4. Januar 1814 zum Oberst. Im Februar 1814 übernahm er das Commando über die Brigade, nach dem der Prinz Biron unter ein Pferd gekommen war und dessen Arm gelähmt worden. Am 20. August 1816 wurde er zum Brigadekommandeur in Trier ernannt.

„Oberst v. Eicke empfiehlt sich in seinem letzten Regimentsbefehl am 16. Sept. dem Regiment. Derselbst dankt für das ihm geschenkte Zutrauen. Besonders aber verpflichtet fühle ich mich, hier öffentlich zu bezeugen, daß in allen zurückgelegten Campagnen ich das Regiment stehts auf dem Weg der Ehre gefunden habe. Nie hatte ich Ursache, mit demselben unzufrieden zu sein, und ich zähle die Tage, welche ich in der Mitte desselben zugebracht, zu den glücklichsten meines Lebens. Wenn ich aus dem Regiment selbst scheide, so halte ich es doch für die größte Auszeichnung, dass es Königs Majestät mir eine Brigade verliehen haben, in welcher sich das 2. Schlesische Husaren Regiment befindet, und ich hoffe, hierdurch noch oft in den Stande gesetzt zu werden, dem Regiment meine wahre Anhänglichkeit zu beweisen. Ein Vater schied aus der Mitte seiner Kinder.“

Am 30. März 1818 wurde er zum General-Major ernannt und schied am 6. Dezember 1819 aus dem Militärdienst aus (zuletzt Kommandeur der 10. Kavalleriebrigade). Er blieb zunächst zur Verfügung des Königs, mit einem Gehalt von 2000 Talern jährlich. Am 31. Oktober 1825 wurde ihm durch die Gnaden seines Monarchen der Charakter als General-Leutnant verliehen und am 31. Dezember 1825 wurde er als General-Leutnant a. D. pensioniert.

„Graf Reiserling bezeichnete ihn als einen außerordentlich braven Offizier, der, wenn es galt, mit seinen Husaren die Hölle angegriffen hätte. An einer anderen Stelle seiner Erinnerungen sagte der Graf von ihm, er war von zäher Natur und ein ausgezeichneter Reiter. Der ihm eigene persönliche Mut gab sich, nach Aussagen eines Regimentsveteranen, während der Gefechte deutlich zu erkennen durch Schäumen in den Mundwinkeln. Zu Eikes Eigenheiten gehörte, dass er grundsätzlich nie vor einer Action etwas an Spirituosen zu sich nahm, damit niemand seine außergewöhnliche Bravour in einem äußeren Motiv zu suchen habe. Als früheren Kürassier passierte es dem alten Haudegen noch oft, dass er reglementwidrig „Degen auf“ kommandierte. Doch gleich ob Säbel oder Degen auf, nur drauf und immer drauf, dies war die alte Rauh und Fertig Art. Er war beim Passieren von Flüssen um dessen Namen stets unbekümmert, nur immer nach der Oder fragend. Vor ihr war er ausgezogen in den Kampf, sie wollte er als Sieger wiedersehen.“

Er verbrachte seinen Lebensabend in Berlin. Nach seinem Tod am 2. Oktober 1850 wurde er am 7. Oktober 1850 auf dem Friedhof Charlottenburg beigesetzt.

### Familie
Eicke hatte sich am 30. Januar 1800 in Breslau mit Charlotte Florentine Groß (* 1780 in Breslau; † 3. Juli 1842 in Charlottenburg) verheiratet. Sie war die Tochter des königlich Preußischen Sparkassen- und Baurendanten Ernst Friedrich Groß († 1803). Die beiden blieben kinderlos.